# Isla de los Ahorcados
La isla de los Ahorcados (isla de Es Penjats en ibicenco) es el islote más meridional de Ibiza (Islas Baleares, España), situado en el estrecho de Es Freus que lo separa de Formentera. Tiene una extensión de 1,45 km² y pertenece al municipio de San José. En el extremo sur está el faro.

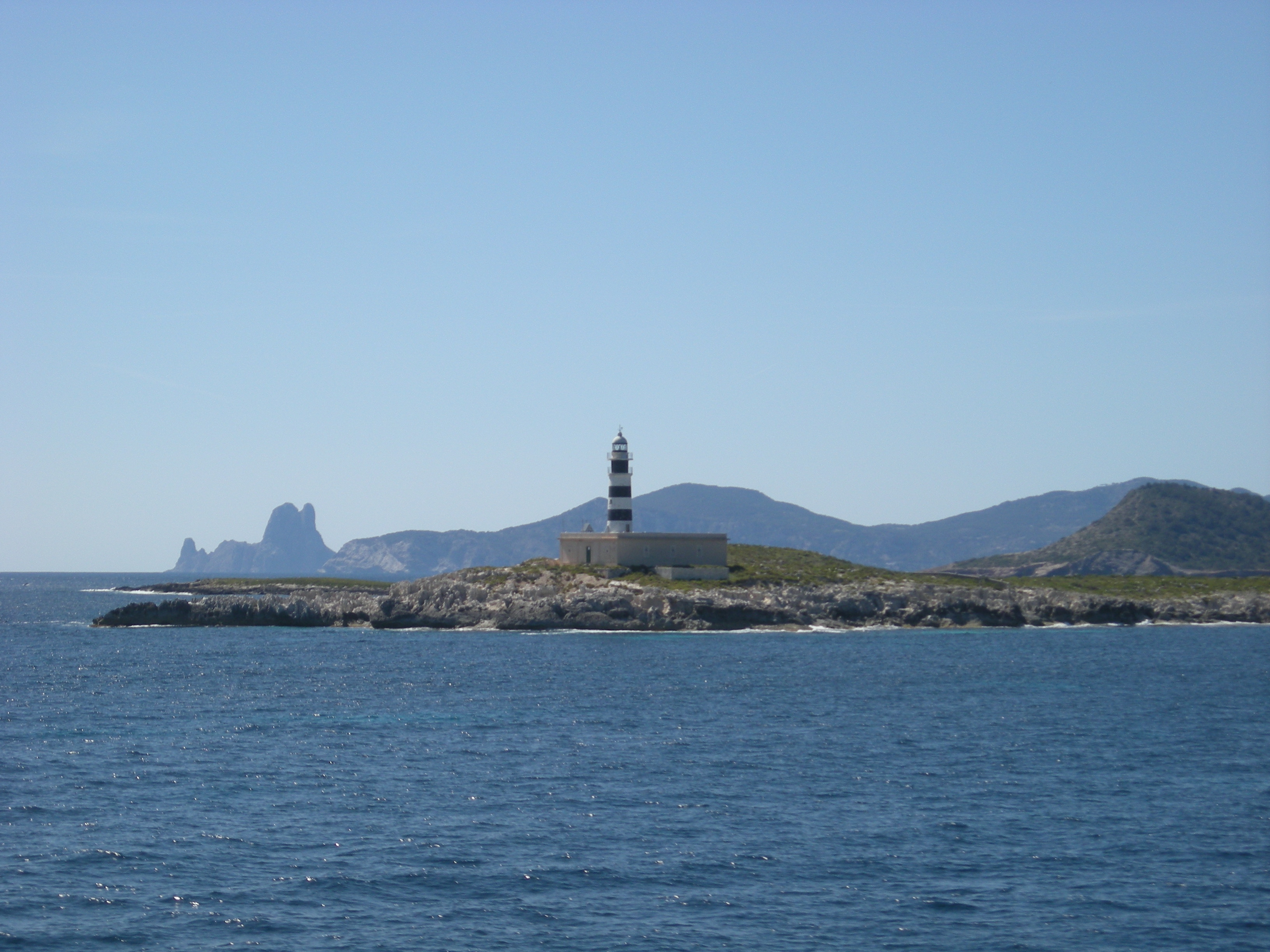
Faro de Ahorcados.

El origen del topónimo no está claro. Por su situación, es paso obligado desde el litoral valenciano o del norte de África hacia el puerto de Ibiza. 
Según las leyendas, habría un cadalso en el que se colgaba a los condenados, quedando estos expuestos a la vista de los barcos piratas. Este hecho es recreado en un cuento de Juan Villangómez Llobet aparecido en el suplemento Isla del Diario de Ibiza en 1953, donde aparecen siete personas colgadas misteriosamente durante un día de mala mar en el que no pudo ir el verdugo.
A poniente se encuentran las dos islas Negras. La zona está encerrada en el área marina del Parque natural de ses Salines.

## Fauna
La gaviota corsa es una de las especies de aves autóctonas del Mediterráneo que se encuentran en el islote. En 2002 habían nidificado 261 parejas de esta especie.